# شهرستان راکیو
شهرستان راکیو (اوکراینی: Рахівський район) یک شهرستان در اوکراین است که در استان زاکارپاتیا واقع شده‌است. شهرستان راکیو ۹۲٬۴۴۶ نفر جمعیت دارد.